# 12701 Шеньєр
12701 Шеньєр (12701 Chénier) — астероїд головного поясу, відкритий 15 квітня 1990 року.
Тіссеранів параметр щодо Юпітера — 3,542.